# نیروی دریایی سپاه پاسداران انقلاب اسلامی
نیروی دریایی سپاه پاسداران انقلاب اسلامی (به‌اختصار: ندسا) از نیروهای زیرمجموعه سپاه پاسداران انقلاب اسلامی است، که وظیفه حفاظت از آب‌های سرزمینی ایران در خلیج فارس را برعهده دارد و نیروی دریایی ارتش نیز در دریای عمان و دریای خزر مستقر است.
نیروی دریایی سپاه پاسداران فعالیت خود را از سال ۱۳۶۴ در خلال جنگ ایران و عراق آغاز کرد و هم‌اکنون دارای ۵ منطقه دریایی در بندرعباس، بوشهر، ماهشهر، عسلویه و بندرلنگه است و ستاد فرماندهی آن در بندرعباس قرار دارد. هم‌اکنون دریادار پاسدار علیرضا تنگسیری فرماندهی ندسا را برعهده دارد.

## تاریخچه
سابقه تلاش‌های معطوف به تأسیس نیروی دریایی سپاه به سال ۱۳۶۰ بازمی‌گردد. در ابتدای جنگ ایران و عراق، یگان دریایی سپاه که دو جزیره در منطقه خور موسی، نخستین محل استقرار و فعالیتش بود، نطفه اولیه این نیرو محسوب می‌شود.موسس و اولین فرمانده این یگان محمدباقر بختیار از فرماندهان باسابقه و ارشد سپاه بود.این یگان از سال ۱۳۶۱ به تدریج از نظر عملیاتی تمام فعالیت‌های نیروی دریایی ارتش را برعهده گرفت و توسعه یافت. این یگان در ابتدا تحت نظر «قرارگاه دریایی نوح» و «قرارگاه مسعودیه» فعالیت می‌کرد با این حال، صدور فرمان مورخ ۲۶ شهریور ۱۳۶۴ سید روح‌الله خمینی، موقعیت آن را تغییر داد.
نیروی دریایی سپاه پاسداران به‌طور رسمی، با پیشنهاد محسن رضایی و فرمان سیدروح‌الله خمینی در سال ۱۳۶۴ تشکیل شد. پیش از آن نیز یگان‌های کوچک دریایی سپاه از جمله در حوضه غواصی فعال بودند. این یگان‌های کوچک در ابتدا در جریان جنگ ایران و عراق و برای عبور از اروند رود (شط‌العرب) و نیز عملیات در مرداب‌های مرزی ایران و عراق، از جمله هورالعظیم و در جریان عملیات‌های بدر، خیبر و والفجر ۸ (تصرف فاو) به کار گرفته شدند.
اولین فرمانده نیروی دریایی سپاه حسین علایی بود، علی فدوی؛ فرمانده سالهای بعدی نیروی دریایی سپاه، مسئول اطلاعات آن بود و ریاست ستاد نیروی دریایی سپاه در آن زمان نیز برعهده علی‌اکبر احمدیان بود. این نیرو در اواخر جنگ ایران و عراق به سرعت با تمرکز بر به‌کارگیری قایق‌های تندرو در عملیات‌های مختلف جنگ، از جمله والفجر ۸ و تصرف اسکله الامیه عراق در شمال خلیج فارس و نیز درگیری‌های محدود با نیروی دریایی آمریکا در سال ۱۳۶۶ و ۱۳۶۷، همچنین گشت‌های پراکنده در خلیج فارس و تنگه هرمز، گسترش سازمانی یافت.
در دوران پس از جنگ، اولویت اول نیروی دریایی سپاه، حفظ موقعیت خود در خلیج فارس بود. پس از پایان جنگ ایران و عراق در سال ۱۳۶۹ علی شمخانی فرمانده وقت نیروی دریایی ارتش، که پیشتر از فرماندهان ارشد سپاه پاسداران بود، با حفظ سمت، به فرماندهی نیروی دریایی سپاه منصوب شد. در آن زمان علی‌اکبر احمدیان به عنوان جانشین شمخانی معرفی شد و علی فدوی به فرماندهی منطقه یکم منصوب گردید. در این دوره تئوریزه نمودن تجارب دریایی سپاه در جنگ ایران و عراق آغاز شد. در این دوره همچنین برای بازسازی توان تحلیل رفته این نیرو تلاش شد. در این زمان تسلیحاتی چون شناور تندرو هودونگ، موشکهای دریایی سی-۸۰۲ و c۷۰۱ و کرم ابریشمFL۱۰، قایق‌های تندرو تهاجمی، به سازمان رزم نیروی دریایی پیوست. پس از شمخانی، علی‌اکبر احمدیان سپس مرتضی صفاری به فرماندهی نیروی دریایی سپاه منصوب شدند و هر یک برای بیش از ۸ سال در این جایگاه فعالیت کردند، سپس علی فدوی به فرماندهی ندسا منصوب گردید و او نیز ۸ سال فرمانده نیروی دریایی سپاه بود.
تأسیس قرارگاه خاتم‌الانبیای ۲، یکی از نقاط عطف برنامه‌ریزی اولیه سپاه در راستای توسعه آن محسوب می‌شود. توسعه تجهیزات و توانایی‌های نظامی و راه‌اندازی قرارگاه‌های منطقه‌ای هم بخش دیگر پروژه نیروی دریایی سپاه برای تقویت موقعیت نظامی خویش بود. این موقعیت، پس از آنکه از سال ۱۳۷۸، نیروی دریایی سپاه مسئولیت تأمین امنیت تنگه هرمز و خلیج فارس را بر عهده گرفت، به طرز محسوسی تقویت شد. این منطقه شامل ۱۲۰۰ کیلومتر مرز دریایی است. نیروی دریایی سپاه در ۵ حوزه شناوری، موشکی، تکاوری، هوادریا و پهپادی فعال می‌باشد. این نیرو، علاوه بر انجام ماموریت‌های دفاعی و حفاظتی از مرزها، در برخی ماموریت‌های دریایی مانند تأمین تردد کشتی‌ها و شناورهای تجاری و مبارزه با دزدان دریایی نیز مشارکت دارد. نیروی دریایی سپاه همچنین بارها از الگوهای تهاجمی که بر پایه جنگ نامتقارن با تکیه بر مین‌ریزی در دریا و حمله با قایق‌های تندرو و موشک و عملیات‌های انتحاری، استوار شده، خبر داده و در این زمینه رزمایش‌های متعددی برگزار کرده‌است.
هم‌اکنون ستاد فرماندهی نیروی دریایی سپاه در سرخه حصار تهران می‌باشد. به دلیل شرایط خاص جزیره ابوموسی و مشکلات موجود با امارات بر سر مالکیت آن حفاظت از آن توسط سپاه به شدت انجام می‌شود و اطراف آن به یک دژ موشکی هدایت شونده خودکار و پدافندی سنگین مجهز شده‌است. این نیرو هم‌اکنون دارای بیش از ۱٫۵۰۰ فروند قایق تندرو کلاس عاشورا، طارق و ذوالجناح است. کنترل دریایی خزر و عمان نیز به ارتش واگذار شده‌است. فرماندهی این نیرو هم‌اکنون برعهده دریادار پاسدار علیرضا تنگسیری می‌باشد.

## مناطق
مناطق پنج‌گانه نیروی دریایی سپاه پاسداران:
- منطقهٔ یکم صاحب‌الزمان در بندرعباس
- منطقهٔ دوم نوح نبی در بوشهر
- منطقهٔ سوم امام حسین در بندر ماهشهر
- منطقهٔ چهارم ثارالله در بندر عسلویه
- منطقهٔ پنجم امام باقر در بندر لنگه
- منطقهٔ موشکی سلمان عاصف در بندرعباس

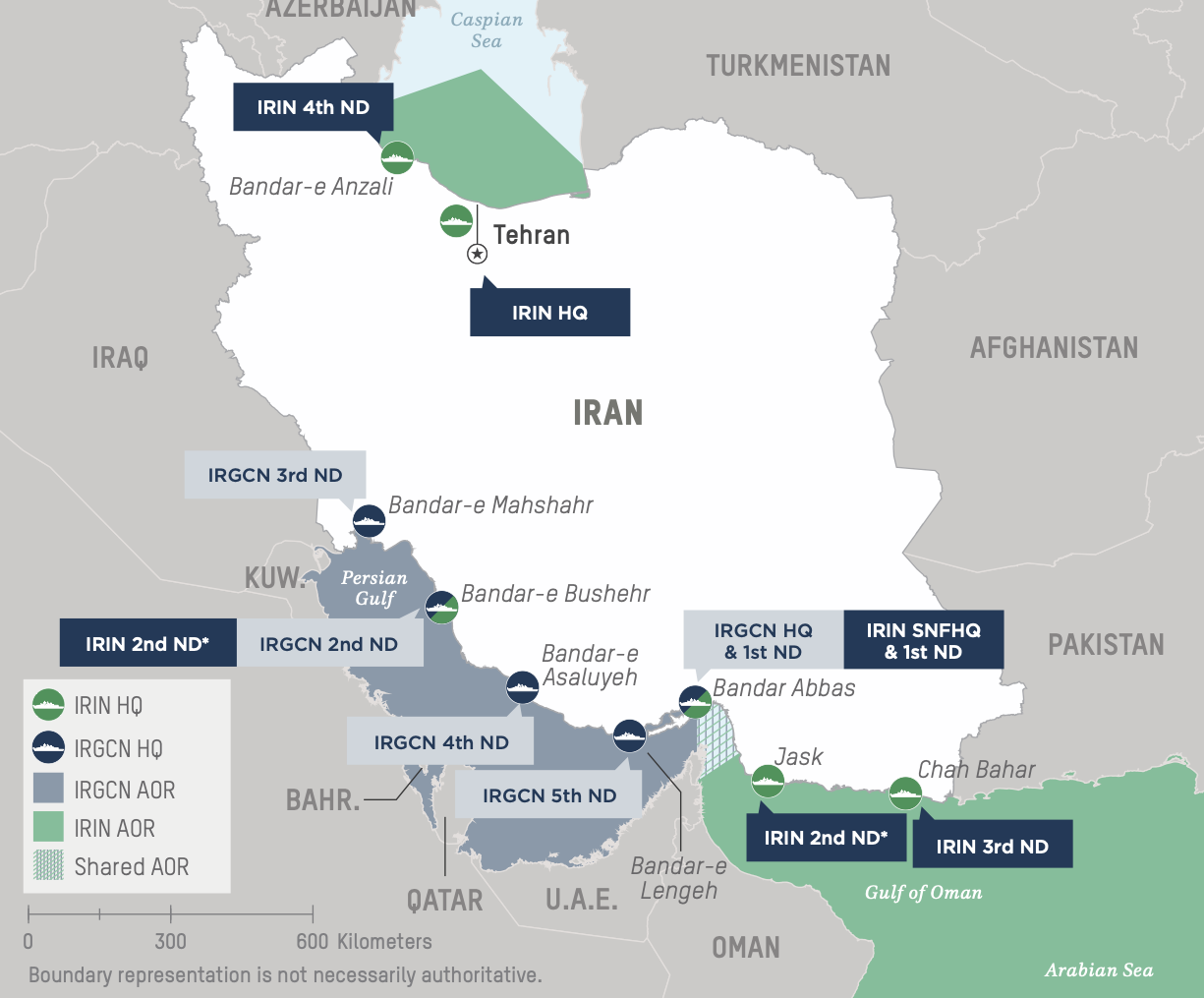
Iranian Naval Headquarters and Areas of Responsibility

بر پایه مأموریتی که برای نیروی دریایی سپاه پاسداران در خلیج فارس تعیین شده‌است، این نیرو خلیج فارس را به ۵ منطقه جداگانه تقسیم کرده‌است و در هر یک از این مناطق نیز یک منطقه دریایی ایجاد نمود و در هر یک از این مناطق نیز پایگاه‌های دریایی کوچکتری تأسیس شده‌اند. در هر یک از این مناطق پنجگانه علاوه بر شناورهای تندرو، یگان موشکی ساحل به دریا، گروه‌های پدافند ضدهوایی مستقل، یگان ویژه، یگان‌های تکاور و تفنگدار دریایی مستقر می‌باشند. تمامی این مناطق پنجگانه زیر نظر فرمانده نیروی دریایی سپاه و قرارگاه خاتم‌الانبیای دو می‌باشند، که مهم‌ترین قرارگاه دریایی سپاه در خلیج فارس است. قرارگاه خاتم‌الانبیای دو سپاه به همراه قرارگاه دریایی خاتم‌الانبیای یک نیروی دریایی ارتش، دو قرارگاه اصلی دریایی ایران در خلیج فارس و دریای عمان هستند و هر دو زیر نظر قرارگاه جنگی خاتم‌الانبیا در تهران عمل می‌کنند، که فرماندهی آن با سرلشکر پاسدار غلامعلی رشید است و قرارگاه ارشد و مرکزی تمام قرارگاه‌های نظامی ارتش و سپاه در عرصه‌های هوایی، دریایی و زمینی به‌شمار می‌رود.

### منطقه یکم صاحب‌الزمان
منطقه اول دریایی سپاه موسوم به منطقه صاحب‌الزمان در بندرعباس مستقر است. این منطقه دریایی، نزدیکترین یگان دریایی سپاه به تنگه هرمز به‌شمار می‌رود و مسئولیت اصلی آن عملیات دفاعی و آفندی در محدوده تنگه هرمز است. علیرضا تنگسیری فرمانده کنونی نیروی دریایی سپاه، پیش از آنکه در سال ۱۳۸۹ به جانشینی فرمانده نیرو منصوب شود، فرمانده منطقه یکم دریایی سپاه بود. هم‌اکنون دریادار دوم پاسدار عباس غلامشاهی فرماندهی منطقه یکم دریایی صاحب‌الزمان را برعهده دارد.

### منطقه دوم نوح
منطقه دوم دریایی سپاه در بندر بوشهر مستقر و معروف به منطقه دوم نوح نبی است. مأموریت اصلی منطقه دوم دریایی سپاه، حفاظت از جزیره خارک و استمرار صادرات نفت ایران می‌باشد. توقیف قایق حامل ۱۰ تفنگدار آمریکایی در سال ۱۳۹۴ در نزدیکی جزیره فارسی، در محدوده عملیاتی این منطقه دریایی رخ داد. در حال حاضر فرماندهی منطقه دوم دریایی سپاه برعهده دریادار دوم پاسدار رمضان زیراهی می‌باشد.

### منطقه سوم امام‌حسین
منطقه سوم دریایی سپاه موسوم به منطقه امام حسین، در بندر ماهشهر در شمال خلیج فارس قرار دارد و محدوده عملیاتی آن از ماهشهر تا اروند، یعنی آب‌های ساحلی استان خوزستان است. پایگاه اروندکنار از جمله مهم‌ترین پایگاه‌های تابع این منطقه می‌باشد. هم‌اکنون دریادار دوم پاسدار امرالله نوذری فرماندهی منطقه سوم نیروی دریایی سپاه را برعهده دارد.

### منطقه چهارم ثارالله
منطقه چهارم نیروی دریایی سپاه موسوم به ثارالله، در عسلویه قرار دارد و منطقه حد فاصل منطقه اول (بندرعباس) و منطقه دوم (بوشهر) از جزیره کیش، تا منطقه رأس مطاف را پوشش می‌دهد. این منطقه تا سال ۱۳۸۹ یک پایگاه دریایی بود، اما در این سال به لحاظ سازمانی، به سطح منطقه دریایی ارتقا پیدا کرد. با ایجاد منطقه چهارم ثارالله نیروی دریایی سپاه در عسلویه، حفاظت از ۳۵۰ کیلومتر مرز آبی از جزیره کیش در استان هرمزگان تا رأس مطاف در استان بوشهر، به این منطقه اختصاص داده شده‌است. استراتژیک بودن منطقه گازی پارس جنوبی و حساسیت مسئولان ایران روی این منطقه اقتصادی، یکی از دلایل ارتقای پایگاه دریایی ثارالله عسلویه به منطقه چهارم سپاه اعلام شده‌است. هم‌اکنون فرماندهی منطقه چهارم نیروی دریایی سپاه برعهده دریادار دوم پاسدار حسین بارگاهی می‌باشد.

### منطقه پنجم امام‌باقر
منطقه پنجم که آخرین منطقه دریایی تشکیل شده از سوی سپاه است، از تقسیم محدوده عملیاتی منطقه یک ایجاده شده‌است. به دلیل اهمیت تنگه هرمز، این تنگه به‌طور خاص به عنوان تنها محدوده مأموریت منطقه یکم تعریف شده و جزایر چهارگانه ابوموسی، تنب بزرگ و کوچک، و سیری از محدوده منطقه یکم خارج و با تشکیل منطقه پنجم، به آن منطقه سپرده شده‌است. منطقه پنجم در سال ۱۳۹۱ تأسیس شد و به منطقه نازعات معروف است. این منطقه در بندر لنگه قرار دارد و حوزه عملیاتی آن از نقطه انتهایی جزیره قشم به اضافه منطقه جزایر چهارگانه تا غرب جزیره کیش است. هم‌اکنون دریادار دوم پاسدار علی عظمایی فرماندهی منطقه پنجم امام‌باقر را برعهده دارد.

## هوادریا

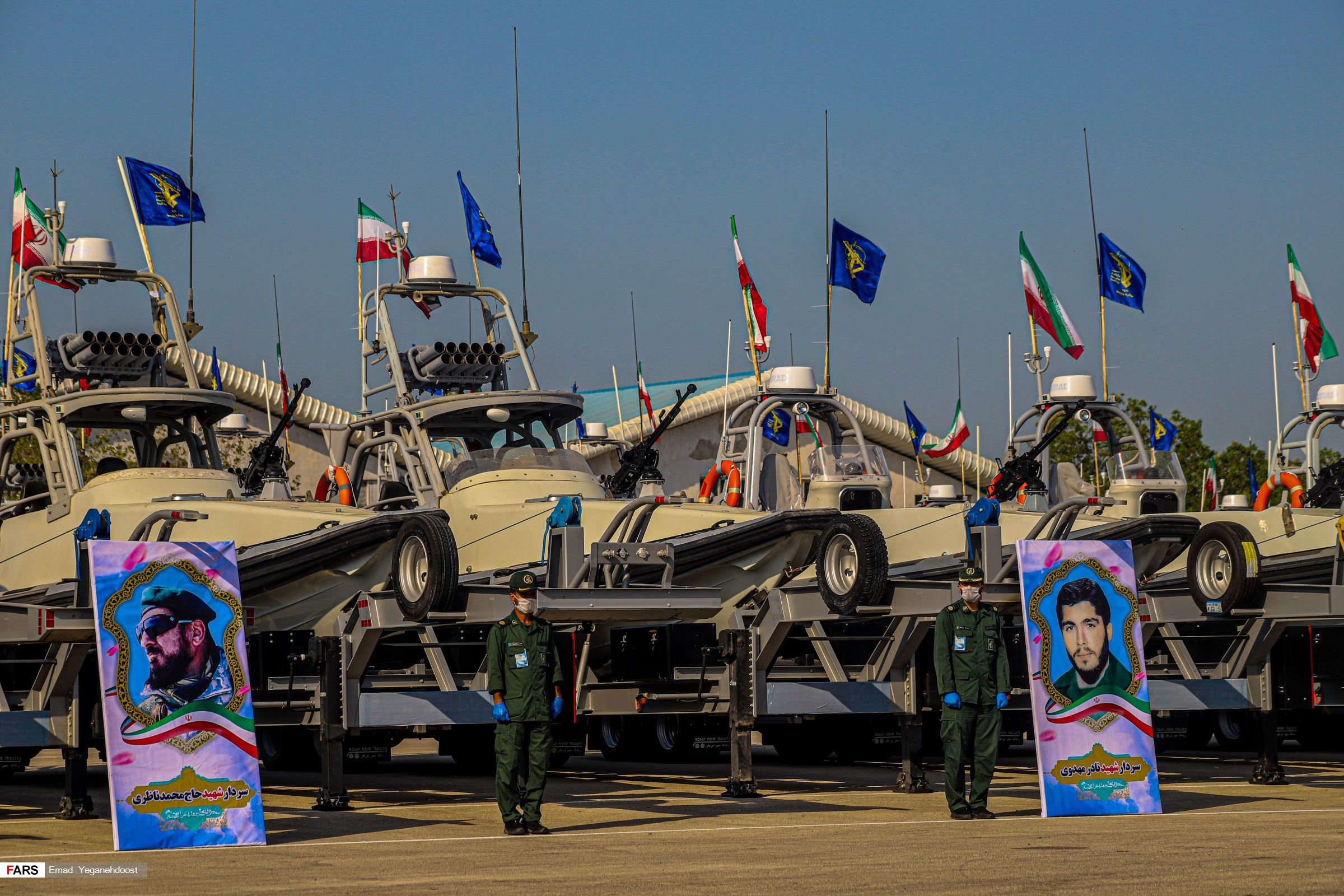
شناور های تندروی سپاه پاسداران

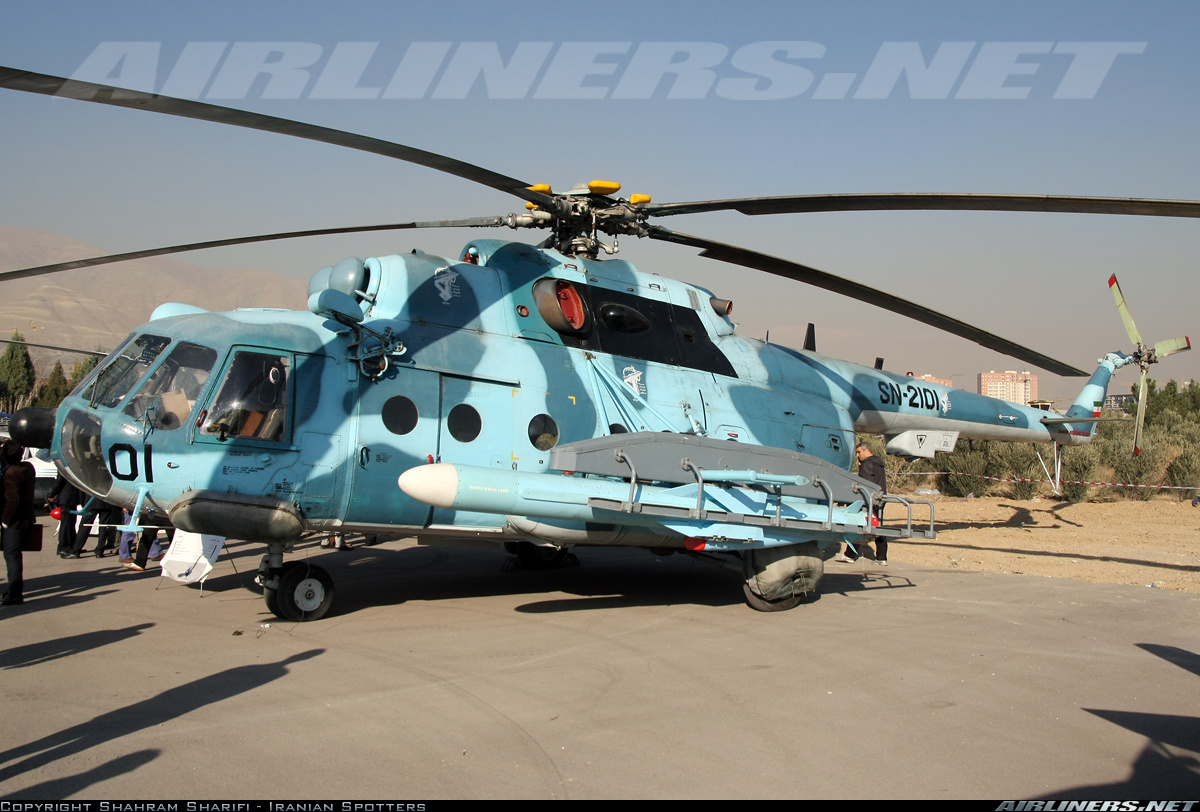
بالگرد میل ۱۷ هوادریای سپاه پاسداران

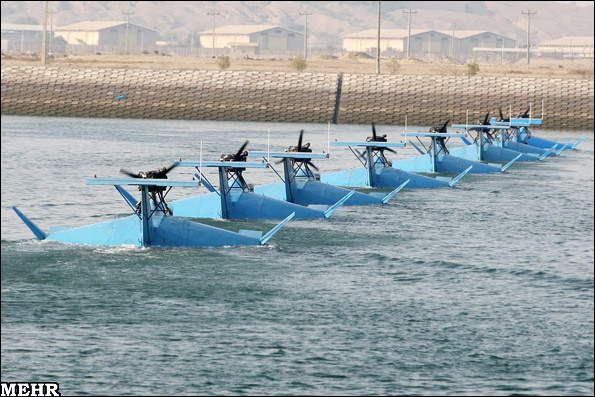
قایق های پرنده باور

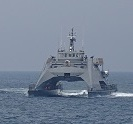
ناو کاتاماران شهید ناظری نیروی دریایی سپاه پاسداران انقلاب اسلامی

هواپیمایی نیروی دریایی سپاه پاسداران انقلاب اسلامی یا به اختصار هوادریا یگان هوانوردی نیروی دریایی سپاه است.
- میل-۱۷
- بل ۴۱۲
- شاهد ۲۷۸
- بل ۲۰۶ جت‌رنجر
- ابابیل ۲ و ۵
- مهاجر ۴
- مهاجر ۶
- هدهد
- یسیر
- قایق پرنده باور

دانشکده هوادریای سپاه در دانشگاه علوم و فنون دریایی امام خامنه‌ای نیروی دریایی سپاه با جمع‌آوری مجموعه‌های پراکنده آموزش‌های هوا دریا در کشور تشکیل شده است.

## تجهیزات

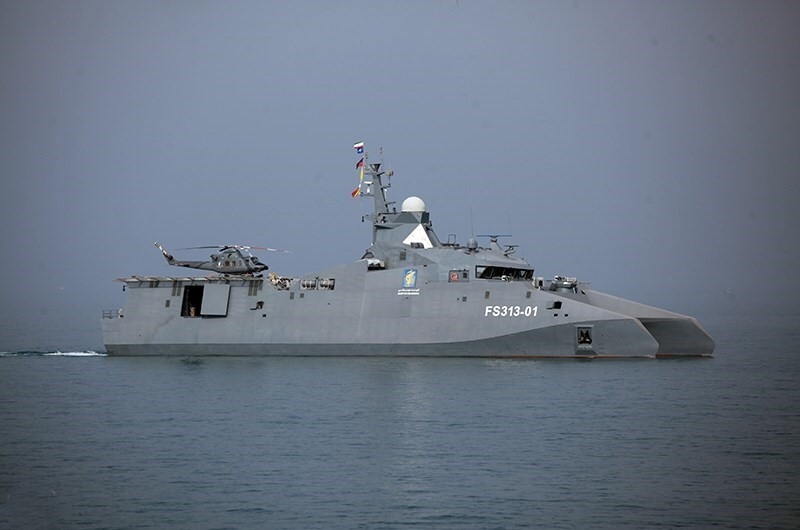
ناو کاتاماران شهید سلیمانی

### ناوهای سنگین
- ناو تدارکاتی شهید رودکی
- ناو پشتیبانی و بالگردبر شهید مهدوی
- ناو گشتی-پشتیبانی شهید ناظری
- ناو گشتی-رزمی شهید سلیمانی
- ناو گشتی-رزمی شهید حسن باقری
- ناو گشتی-رزمی شهید علی صیاد شیرازی
- ناو گشتی-رزمی شهید رئیسعلی دلواری
- ناو موشک انداز شهید ابومهدی
- ناو پهپادبر شهید بهمن باقری

### شناورهای سبک
- قایق تندرو ذوالفقار
- قایق تندرو  ذوالفقار با قابلیت پدافندی
- قایق گشتی عاشورا
- قایق تندرو طارق
- قایق تندرو ریپ
- شناور تندرو کلاس تندر
- قایق تندرو کلاس تیر
- قایق تندرو کلاس آذرخش
- قایق تندرو سراج
- قایق های پرنده باور
- قایق تندرو حیدر ۱۱۰

### تسلیحات ضدکشتی
- موشک کوثر
- موشک نصر-۱
- موشک نور
- موشک ظفر
- موشک قادر
- موشک قدیر
- موشک ابومهدی
- موشک ضدکشتی کرم ابریشم
- موشک نصیر
- نصر بصیر

### موشک‌های بالستیک و توپخانه
- موشک فتح ۳۶۰
- موشک رعد ۵۰۰
- موشک خلیج فارس
- موشک فاتح مبین
- موشک ذوالفقار بصیر
- راکت فجر ۱
- راکت فجر ۵
- توپ HM-40

## فرماندهان
فرمانده نیروی دریایی سپاه به پیشنهاد فرمانده کل سپاه و با حکم رهبر جمهوری اسلامی، در مقام فرمانده کل قوا منصوب می‌شود. فرمانده نیروی دریایی سپاه، فرماندهان ۵ منطقه تحت نظر این نیرو را منصوب می‌کند.
| ر. | تصویر           | فرمانده                             | آغاز تصدی        | پایان تصدی       | طول دوران | منبع   |
| -- | --------------- | ----------------------------------- | ---------------- | ---------------- | --------- | ------ |
| ۱  | حسین علائی      | حسین علائی                          | شهریور ۱۳۶۴      | ۲ دی ۱۳۶۹        | ۴–۵ سال   | [ ۱۴ ] |
| ۲  | علی شمخانی      | دریابان علی شمخانی (زادهٔ ۱۳۳۴)      | ۲ دی ۱۳۶۹        | ۵ شهریور ۱۳۷۶    | ۶–۷ سال   | –      |
| ۳  | علی‌اکبر احمدیان | دریادار پاسدار علی‌اکبر احمدیان      | ۵ شهریور ۱۳۷۶    | ۲۹ تیر ۱۳۷۹      | ۲–۳ سال   | –      |
| ۴  | مرتضی صفاری     | دریادار پاسدار مرتضی صفاری          | ۲۹ تیر ۱۳۷۹      | ۱۳ اردیبهشت ۱۳۸۹ | ۹–۱۰ سال  | –      |
| ۵  | علی فدوی        | دریادار پاسدار علی فدوی (زادهٔ ۱۳۴۰) | ۱۳ اردیبهشت ۱۳۸۹ | ۱ شهریور ۱۳۹۷    | ۷–۸ سال   | –      |
| ۶  | علیرضا تنگسیری  | دریادار پاسدار علیرضا تنگسیری       | ۱ شهریور ۱۳۹۷    | متصدی            | ۶–۷ سال   | [ ۱۵ ] |

## سازمان
در زیرمجموعه فرمانده نیروی دریایی، جانشین فرمانده حضور دارد که توسط فرمانده کل سپاه منصوب می‌شود. در این نیرو، معاونت‌های اطلاعات، بازرسی و تعالی، فرهنگی، ایمنی و اقدامات تأمینی، آموزش، عملیات، هماهنگ‌کننده، نیروی انسانی، امور وابستگان و بهداری فعال می‌باشند.

## دانشگاه
دانشگاه علوم و فنون دریایی امام خامنه‌ای، دانشگاه افسری وابسته به نیروی دریایی سپاه پاسداران است، که در شهر رشت قرار دارد. این دانشگاه در شهریور ماه ۱۳۹۲ تأسیس شد و هم‌اکنون دارای ۴ دانشکده تکاوری، شناوری، موشکی و هوادریا می‌باشد.